# War (album Born from Pain)
War – czwarty album studyjny holenderskiego zespołu Born from Pain.

## Lista utworów
1. "Relentless" – 3:38
2. "Behind Enemy Lines" – 3:03
3. "Stop At Nothing" – 2:54
4. "Bury Me Fighting" – 4:43
5. "Crusader" – 3:47
6. "Grey Life" – 3:45
7. "The War Is On" (instrumentalny) – 6:05
8. "Scorched Earth" – 2:03
9. "Eyes of the World" – 4:04
10. "Doomsday Clock" – 4:42
11. "Iron Will" – 5:23

Utwór bonowy w wersji w Europie
12: "Behind Enemy Lines" (wersja alternatywna) – 3:11
Wersja z materiałami DVD
Zawiera nagranie z występu grupy na festiwalach Wacken oraz Hellfest 2006

## Twórcy
Skład zespołu
- Ché Snelting – śpiew
- Rob Franssen – gitara basowa, śpiew, tekst utworów 1-6, 8-11, muzyka utworów 2, 9
- Karl Fieldhouse – gitara elektryczna, muzyka utworów 2, 4, 5, 9, 10
- Dominik Stammen – gitara elektryczna, muzyka utworów 1-3, 5-8, 10-11
- Roel Klomp – perkusja

Udział innych
- Tue Madsen – produkcja muzyczna, nagrywanie, miksowanie, mastering[23]
- The Vanity Society – muzyka utworu 3
- Jan Chris de Koeijer (Gorefest) – gościnnie śpiew w tle w utworze "Crusader"[24] lub "Bury Me Fighting"[25]
- Członkowie zespołu Barcode – gościnnie śpiew w tle w utworze "Grey Life"
- Peter Lyse Hansen (Hatesphere) – solo gitarowe w utworze "Scorched Earth"[26]
- Lou Koller (Sick of It All) – gościnnie śpiew w tle w utworze "Doomsday Clock"[26]
- Barney Greenway (Napalm Death) – gościnnie śpiew w tle w utworze "Behind Enemy Lines" (wersja alternatywna)[25]
- Michiel Toenink – nagrywanie śpiewu Lou Kollera
- René Natzel – kierunek artystyczny[27]

## Opis
- Album został nagrany w sierpniu 2006 w Antfarm Studios (Aabyhøj, Dania), kierowanym przez Tue Madsena, który wyprodukował materiał[28][29]. Został wydany 17 listopada 2006 (Niemcy, Austria, Szwajcaria) i 20 listopada 2006 (reszta Europy) nakładem wytwórni Hollowman Records i Metal Blade Records[28][30][31]. Był to czwarty album długogrający, wydany w ciągu sześciu lat[32]. Zespół zorganizował dwa występy premierowe (tzw. release party), jeden w Holandii, a drugi w Niemczech[30]. Płyta była też wydana w wersji z dodatkami multimedialnymi (zdjęcia fotograficzne, biografie, logo) oraz w wersji z materiałami w wersji DVD.
- Robocza nazwa albumu brzmiała Suicide Nations (tytuł jednego z utworów z poprzedniej płyty)[33][34]. Podczas nagrywania materiału na płytę w sierpniu 2006 zapowiedziano trasę koncertową z zespołami metalowymi Napalm Death i Suffocation[35]. Ostatecznie album nazwano War. Tytułowa wojna miała swoje odniesienie w tekstach utworów na albumie, dotycząc wojny w warstwie emocji i uczuć w ludziach, wojny toczonej w ramach społeczeństwa czy wojny w senie globalnym[30], w ramach społeczeństwa oraz w szerokim rozumieniu również wiecznej wojny o pieniądze, władzę i wiarę[25][36][28][37]. Przywoływana jest także wojna w odniesieniu do walki o władzę i interesy finansowe[28]. Wszystkie te przypadki stały się obiektem krytyki w tekstach na płycie[28]. Liryki dotyczą ogólnie spraw politycznych i niewłaściwego stanu na świecie w sposób globalny oraz indywidualnie między ludźmi, lecz nie odnosi się do rzeczywistości w Holandii[32]. W końcowym efekcie przesłanie płyty ma zachęcić słuchaczy do bycia świadomym tego, co dzieje się wokół[38].
- W zamierzeniu muzyków płyta miała brzmień dynamiczniej i bardziej zróżnicowanie aniżeli poprzednie wydawnictwo[30][38]. Według Karla Fieldhouse’a muzyka na płycie była mroczniejsza, jednak pulsowała odpowiednio, dając gdzieniegdzie nieco oddechu[32].
- Okładka płyty jest prosta w przekazie (obraz przedstawia bomby spadające na wieżowce miejskie)[36].
- Utwór "Relentless" odnosi się do tytułowego bezwzględnego, nieubłaganego charakteru świata i bezlitosnego zachowania ludzi[26]. Jednak im bardziej bezlitosny jest świat, tym bardziej nieubłagana jest wola do zwalczenia tego i polepszenia stanu świata[26]. Piosenka jest generalnie o zdecydowaniu[26].
- Utwór "Behind Enemy Lines" dotyczy odczuć gdy zwalczany jest wróg, który właściwie nas reprezentuje i powinien chronić przed szkodami[26][38]. Sytuacja dotyczy zatem państwa, które zwalcza własnych obywateli[26]. Stąd też tytułowe określenie walki za linią wroga[26]. W wersji alternatywnej piosenki wystąpił Barney Greenway z zespołu Napalm Death[26].
- "Stop At Nothing" stanowi alarm do aktywności dla każdego, do wzięcia losu w swoje ręce, do bycia tym kim się potrafi, do ustalenia własnych celów w życiu i do tytułowego nie zatrzymania się przez nic, co może być przeszkodą (jest to także motto życiowe Roba Franssena)[26][39].
- Utwór "Bury Me Fighting" dotyczy zachowania się zachodniego świata, który reszcie świata chce wmusić swoje podejście, np. w zakresie religii, gospodarki, polityki i innych[26]. Tekst zachęca do kwestionowania treści w których nas wychowano i nie przejmowania ich jako jedynej prawy[26].
- Utwór "Crusader" opisuje wzmagający imperializm Zachodu wobec reszty świata, krucjaty nie tylko o charakterze religijnym ale i kulturalnym, które łącznie służą realizacji inwestycji ekonomicznych w nowych rynkach[26][38]. W piosence wystąpił wokalista Jan Chris de Koeijer z grupy Gorefest[26]
- Utwór "Grey Life" opisuje rosnące zwątpienie ludzi w społeczeństwie i związane z tym pytania przyszłość[26][38].
- Utwór pt. "The War Is On" jest pierwszym w historii grupy instrumentalnym i zarazem najdłuższy jak dotąd nagrany przez zespół[26]
- Utwór "Scorched Earth" jest dla odmiany najkrótszą piosenką Born from Pain w historii i także jedną z najszybszych kompozycyjnie[26]. Lirycznie opisuje utraconą miłość względnie przyjaźń, pogrzebanie uczuć i szukanie dróg celem przezwyciężenia bólu[26][38]. Solo gitarowe w tej piosence wykonał gitarzysta Peter Lyse Hansen z grupy Hatesphere[26].
- Słowa utworu "Eyes of the World" traktują o naturalnych zasobach surowców na Ziemi i negatywnym stanie środowiska oraz stawia pytanie, ile czasu zostało jeszcze ludzkości na planecie[26].
- Utwór "Doomsday Clock" stawia pytanie, ile jeszcze istnieć będzie ziemia[38]. Tekstowo przedstawia strach ludności o swoje bezpieczeństwo na świecie, który stale wariuje i odmienia się[26]. Konkretnie chodzi o zagrożenia w sferze ekonomicznej, spowodowane przez siły broniące swych zysków[26]. Gościnnie w utworze wystąpił wokalista Lou Koller z zespołu Sick of It All[26].
- Tekstu ostatniego utworu na płycie pt. "Iron Will" stanowi pozytywne zakończenie[26]. Z tytułową żelazną wolą można wiele osiągnąć, iść własną drogą i przeżyć na świecie[26].
- Był to ostatni album zespołu z wokalistą Ché Sneltingiem, który opuścił skład w 2007[24].
- W 2007 promując album grupa koncertowała m.in. wraz z zespołem First Blood[40].